# Samorząd Regionu Emek Lod
Samorząd Regionu Emek Lod (hebr. מועצה אזורית עמק לוד, Mo'atza Ezorit Emeq Lod) – samorząd regionu położony w Dystrykcie Centralnym, w Izraelu.
Samorząd skupia osady rolnicze położone w żyznej Dolinie Lod, położonej na przybrzeżnej równinie Szaron w środkowej części Izraela. Leżą one na zachód od miast Lod i Ramla, na wschód od miasta Riszon Le-Cijon i na południe od międzynarodowego portu lotniczego im. Ben-Guriona. Siedziba władz administracyjnych samorządu znajduje się w wiosce Kefar Chabad.

## Osiedla
Znajduje się tutaj 8 moszawów oraz 1 wioska.

### Moszawy
| - Achi’ezer - Gannot - Chemed - Miszmar ha-Sziwa | - Nir Cewi - Cafrijja - Zetan - Jagel |

### Wioski
- Kefar Chabad

## Demografia
Samorząd został utworzony w 1952 roku. Zgodnie z danymi Izraelskiego Centrum Danych Statystycznych w 2007 roku w samorządzie Emek Lod żyło 11,9 tys. mieszkańców, z czego 11,6 tys. Żydów (97,5%).
Źródło danych: Central Bureau of Statistics.

## Gospodarka
Jeszcze niedawno gospodarka tych osiedli opierała się na rolnictwie i sadownictwie. Pola uprawne zajmują powierzchnię 250 ha, z czego uprawy warzyw zajmują 20 ha, a plantacje owoców 70 ha (dane z 2006). Hodowle drobiu przyniosły w 2007 1541 tys. jajek. Obecnie w coraz większym stopniu produkcja rolnicza jest wypierana przez rozbudowujące się przedsiębiorstwa przemysłowe i spółki handlowe.